# ريتشارد كارل هيلمار فراي
ريتشارد كارل هيلمار فراي (بالفنلندية: Richard Frey)‏ هو عالم حشرات فنلندي، ولد في 1 مايو 1886 في هلسنكي في فنلندا، وتوفي بنفس المكان في 7 يناير 1965.